# 博罗普化
博罗普化，康里人，元朝政治人物，斡罗思的儿子。
博羅普化入直宿衛，為速古兒赤。元武宗至大元年（1308年），担任翰林侍講學士，因父亲有病歸家侍疾。元仁宗延祐四年（1317年），再次入侍為速古兒赤扎撒孫。元英宗至治元年（1321年），為速古兒赤五十人之長，兼領皇后宮寶兒赤。至治二年（1322年），襲授河南府同知。不久去世。

## 家系
- 高祖父：哈失伯要
  - 曾祖父：海都
    - 祖父：明里帖木儿
      - 父：斡罗思
        - 博羅普化
          - 子：察罕不花

        - 弟：慶童